# Hipparagi, Jamkhandi
Hipparagi là một làng thuộc tehsil Jamkhandi, huyện Bagalkot, bang Karnataka, Ấn Độ.